# Аотус
Не путать с родом приматов Aotus (Ночные обезьяны)

Аотус (лат. Aotus) — род растений семейства Бобовые, эндемик Австралии. Включает 18 видов, которые встречаются по всей Австралии за исключением Северных территории. Некоторые виды используются в декоративных целях в садах. Кусты этого и некоторых других родов подсемейства Mirbelieae называются часто «золотым горошком» за их характерные жёлтые цветы.

## Виды
Род Хоризема включает следующие виды:
- Aotus carinata
- Aotus cordifolia
- Aotus ericoides
- Aotus genistoides
- Aotus gracillima
- Aotus intermedia
- Aotus lanigera
- Aotus mollis
- Aotus passerinoides
- Aotus phylicoides
- Aotus procumbens
- Aotus subglauca
- Aotus subspinescens
- Aotus tietkensii